# NGC 5996
NGC 5996 је спирална галаксија у сазвежђу Змија која се налази на NGC листи објеката дубоког неба.
Деклинација објекта је + 17° 53' 2" а ректасцензија 15h 46m 58,9s. Привидна величина (магнитуда) објекта NGC 5996 износи 12,5 а фотографска магнитуда 13,2. NGC 5996 је још познат и под ознакама UGC 10033, MCG 3-40-39, MK 691, IRAS 15447+1802, CGCG 107-36, VV 16, ARP 72, KCPG 472B, PGC 56023.